# 塔姆斯韦格县

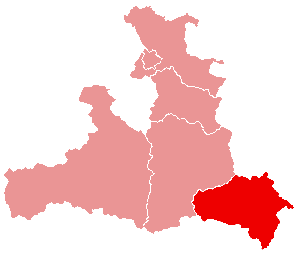
塔姆斯韦格县在萨尔茨堡州的位置

塔姆斯韦格县（德語：Bezirk Tamsweg）是奥地利萨尔茨堡州所辖的一个县。总面积1019.7平方公里，总人口21283，人口密度21人/平方公里（2001年）。行政中心位于塔姆斯韦格。

## 行政区域
塔姆斯韦格县辖有15个市镇。